# Bò Pembrokeshire
Bản mẫu:Thông tin động vật breed
Bò Pembroke là một giống bò chăn nuôi mục đích kép, khỏe mạnh, đen có nguồn gốc từ xứ Wales. Bò Pembroke đã được đăng ký với bò đen Bắc Wales vào năm 1904, để tạo ra giống mới là Bò Đen xứ Wales.

## Đặc điểm
Bò Pembroke được mô tả có bộ lông màu đen. William Youatt cho biết một số có khuôn mặt trắng và vú trắng, nhưng điều này đã được gán cho việc lai tạo bởi Read. Những chiếc sừng của chúng hướng ra ngoài và lan rộng ra hai bên, sau đó uốn lên phía trên rồi cong dần vào phía mặt, có màu sáng và đỉnh sừng đen. Giống bò này được cho là nhà sản xuất sữa tốt, với nhiều lượng sữa của giống bò này được đem bán tại thị trấn Luân Đôn.

## Lịch sử
Giống bò cổ này là bản địa của các quận xứ Wales cũ của Pembrokeshire, Carmarthenshire và South Cardiganshire. Có những chủng riêng biệt trong khu vực Castlemartin của Nam Pembrokeshire và khu vực Dewsland phía bắc Pembrokeshire. Những con bò giống Pembroke này được coi là một giống bò địa phương khỏe mạnh hơn trên đất nghèo hơn các giống bò sữa của Anh như bò Shorthorn. Cả hai loại sau đó được trộn lẫn vào giống bò Black Wales, trong đó một cuốn sách về giống được mở vào năm 1874. Vào cuối thế kỷ XIX, khoảng 25.000 bò đen từ Nam Xứ Wales đã được bán cho Anh hàng năm.